# Moritz Jakob Oberländer
Moritz Jakob Oberländer (auch Moritz Jacob Oberländer, tschechisch Mořic Jakub Oberländer; * 1831 in Náchod, Böhmen; † 14. März 1905 in Meran) war ein österreichischer Industrieller. Er war einer der bedeutendsten Textilunternehmer der Österreichisch-ungarischen Monarchie.

## Leben
Zu Moritz Jakob Oberländers väterlichen Vorfahren gehört der aus Worms stammende Sinai Ben-Betzalel Löw (1509–1607), der ein älterer Bruder des berühmten Prager Rabbi Löw war.
Seine Eltern waren Jakob Oberländer und Anna, geborene Lewit(h) (1785–1893). 1852 begründete Moritz Jakob Oberländer zusammen mit seinem Schwiegervater Philipp Morawetz, Leopold Abeles aus Rothkosteletz und Markus Schwab aus Prag eine Flachsspinnerei in Eipel-Sychrow im Bezirk Trautenau. Sie wurde 1863 um eine Leinen- und Baumwollspinnerei erweitert. Wegen der wachsenden Nachfrage erwarb er 1867 eine weitere Flachsspinnerei im unweit gelegenen Marschendorf. Nach der Wirtschaftskrise Anfang der 1870er Jahre und dem nachfolgenden wirtschaftlichen Aufschwung errichtete er in Eipel eine Jutespinnerei sowie eine Niederlassung in Hronow und fünf Jahre später eine Baumwollspinnerei in Hořowitz. Um die Jahrhundertwende waren in seinen Unternehmen mehr als 4000 Mitarbeiter beschäftigt.
Moritz Jakob Oberländer gehörte der Jüdischen Gemeinde in Náchod an. Sie errichtete 1906 in Náchod als eine Stiftung Oberländers ein Armen- und Altersheim. Er starb 1905 in Meran. Seine Firmenanteile erbten die Söhne Friedrich (Bedřich) und Philip (Filip).
Der Sohn mit Marie geb. Morawetz (1840–1920), Philipp (* 1875), wurde am 6. Oktober 1910 durch Allerhöchste Entschließung von Kaiser Franz Joseph I. geadelt. Er war ein passionierter Großwildjäger, der auf einer Safari im Sudan durch einen Büffel ums Leben kam. Zum Andenken an seinen Tod am 3. März im Jahr 1911 wurde eine Silbermedaille geprägt. Auch wurde nach ihm die Oberländerdrossel benannt, weil er der Mäzen einer Expedition nach Ostafrika war, bei der die vom Aussterben bedrohte Vogelart 1914 entdeckt wurde.